# Wilamowo (Kętrzyn)
Wilamowo (deutsch Wilhelmsdorf) ist ein Ort in der polnischen Woiwodschaft Ermland-Masuren. Er gehört zur Gmina Kętrzyn (Landgemeinde Rastenburg) im Powiat Kętrzyński (Kreis Rastenburg).

## Geographische Lage
Wilamowo liegt in der nördlichen Mitte der Woiwodschaft Ermland-Masuren, vier Kilometer südöstlich der Stadt Kętrzyn (deutsch Rastenburg).

## Geschichte
Der noch bis vor 1820 Willamowen genannte kleine Gutsort wurde im Jahr 1820 als adliges Dorf mit fünf Feuerstellen bei 47 Einwohnern erwähnt. 1885 zählte Wilhelmsdorf 62 Einwohner.
Zwischen 1885 und 1888 wurde das Gut Wilhelmsdorf in den Gutsbezirk Weischnuren (polnisch Wajsznory) eingegliedert, wurde aber schon am 15. Januar 1888 in den Gutsbezirk Queden (polnisch Kwiedzina) im Amtsbezirk Pohiebels (polnisch Pożarki) umgegliedert. Die Zahl der Einwohner verringerte sich bis 1905 auf 55.
Am 30. September 1928 schlossen sich das Gut Wilhelmsdorf sowie Gut Glubenstein (polnisch Głobie) und Gut Weischnuren (Wajsznory) zur neuen Landgemeinde Weischnuren im Amtsbezirk Weischnuren zusammen.
In Kriegsfolge kam 1945 das gesamte südliche Ostpreußen zu Polen. Wilhelmsdorf erhielt in diesem Zusammenhang die polnische Namensform Wilamowo und ist heute als część wsi Wajsznory (= „Teil des Ortes Wajsznory“) in die Landgemeinde Kętrzyn (Rastenburg) im Powiat Kętrzyński (Kreis Rastenburg) eingegliedert, von 1975 bis 1998 der Woiwodschaft Olsztyn, seither der Woiwodschaft Ermland-Masuren zugehörig.

## Flugplatz Kętrzyn-Wilamowo
Das Gut Wilhelmsdorf wurde 1934 verkauft. Hier wurde ein Jahr später mit dem Bau eines Sportflugplatzes begonnen. Im Zuge der Errichtung des nahegelegenen Führerhauptquartiers Wolfsschanze wurde die Landebahn 1941 verlängert. Von hier startete Adolf Hitler zahlreiche Flüge. Claus Schenk Graf von Stauffenberg nutzte ihn nach dem Attentat vom 20. Juli 1944.
Der Flugplatz wurde 1998 an einen privaten Investor verkauft.

## Kirche
Bis 1945 war Wilhelmsdorf in die evangelische Pfarrkirche Rastenburg in der Kirchenprovinz Ostpreußen der Evangelischen Kirche der Altpreußischen Union, außerdem in die römisch-katholische Kirche St. Katharina in Rastenburg im Bistum Ermland eingepfarrt.
Heute gehört Wilamowo katholischerseits zur Pfarrei Karolewo (Carlshof) im Erzbistum Ermland, evangelischerseits zur Johanneskirche Kętrzyn in der Diözese Masuren der Evangelisch-Augsburgischen Kirche in Polen.

## Verkehr
Wilamowo ist von Wajsznory (Weischnuren) aus direkt zu erreichen. Eine Anbindung an den Bahnverkehr besteht nicht.